# 杜林皇家劇院

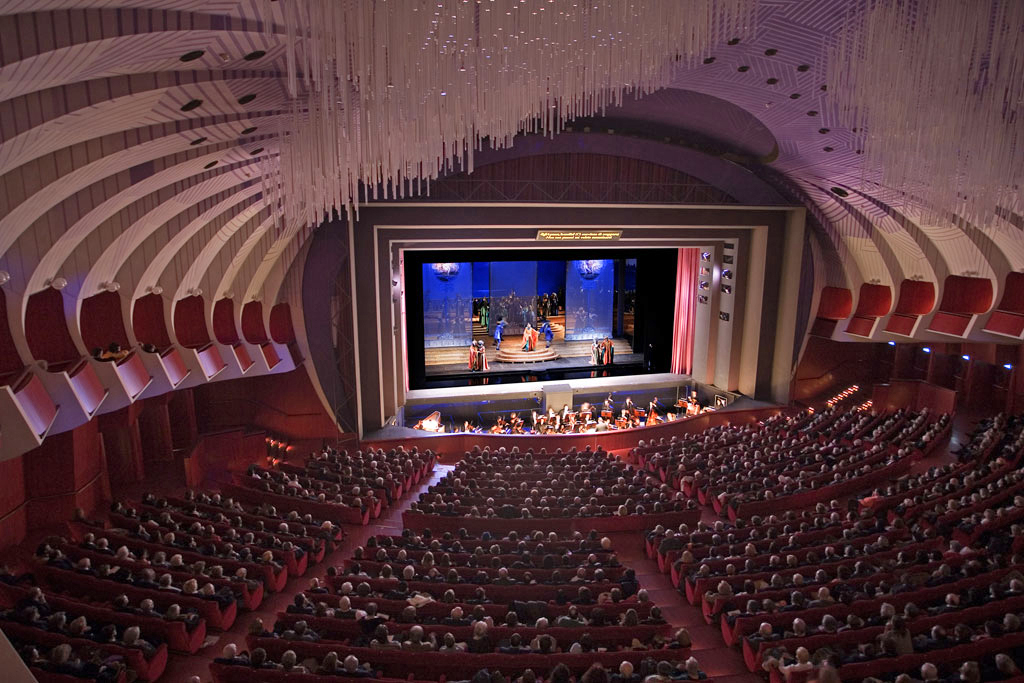
2005年的劇院

杜林皇家劇院（Teatro Regio）是位於義大利的著名歌劇院，1740年12月26日開幕，1936年大火焚毀劇院，新蓋的杜林皇家劇院在1973年4月10日開幕。

## 外部連結
- Teatro Regio Torino website （页面存档备份，存于） (both English and Italian)